# Антоніо Нуса
Антоніо Еромонселе Нордбю Нуса (норв. Antonio Eromonsele Nordby Nusa, нар. 17 квітня 2005, Ши, Норвегія) — норвезький футболіст, форвард німецького клубу «РБ Лейпциг» та національної збірної Норвегії.

## Клубна кар'єра
Антоніо Нуса починав займатися футболом у аматорському клубі «Лангус». У 2018 році футболіст приєднався до молодіжного складу клубу Елітсерії «Стабек». Свій перший матч на дорослому рівні Нуса провів 30 травня 2021 року проти «Русенборга». 27 червня футболіст відзначився першим забитим голом у чемпіонаті Норвегії. А вже за три дні — 30 червня зробив свій перший «дубль» у дорослому футболі.
В останній день літнього трансферного вікна 2021 року Антоніо Нуса підписав контракт з бельгійським клубом «Брюгге».
28 вересня 2022 року англійська газета The Guardian назвала його одним з 60-ти найкращих футболістів світу 2005 року народження.
13 серпня 2024 року Антоніо Нуса перейшов до німецького «РБ Лейпциг», підписавши з клубом контракт на п'ять років.

## Збірна
З 2021 року Антоніо Нуса викликається на матчі юнацької збірної Норвегії (U-17).
У серпні 2023 року Антоніо Нуса вперше отримав виклик до національної збірної Норвегії. Дебют футболіста у національній команді відбувся 7 вересня 2023 року у товариському матчі проти команди Йорданії.

## Особисте життя
Батько Антоніо — Джо Нуса, за походженням нігерієць, також в минулому футболіст, який прибув до Норвегії грати за клуби цієї країни.

## Титули і досягнення
- Чемпіон Бельгії (2):

«Брюгге»: 2021-22, 2023/24
- Володар Суперкубка Бельгії (1):

«Брюгге»: 2022